# Chiesa di San Giovanni Elemosinario

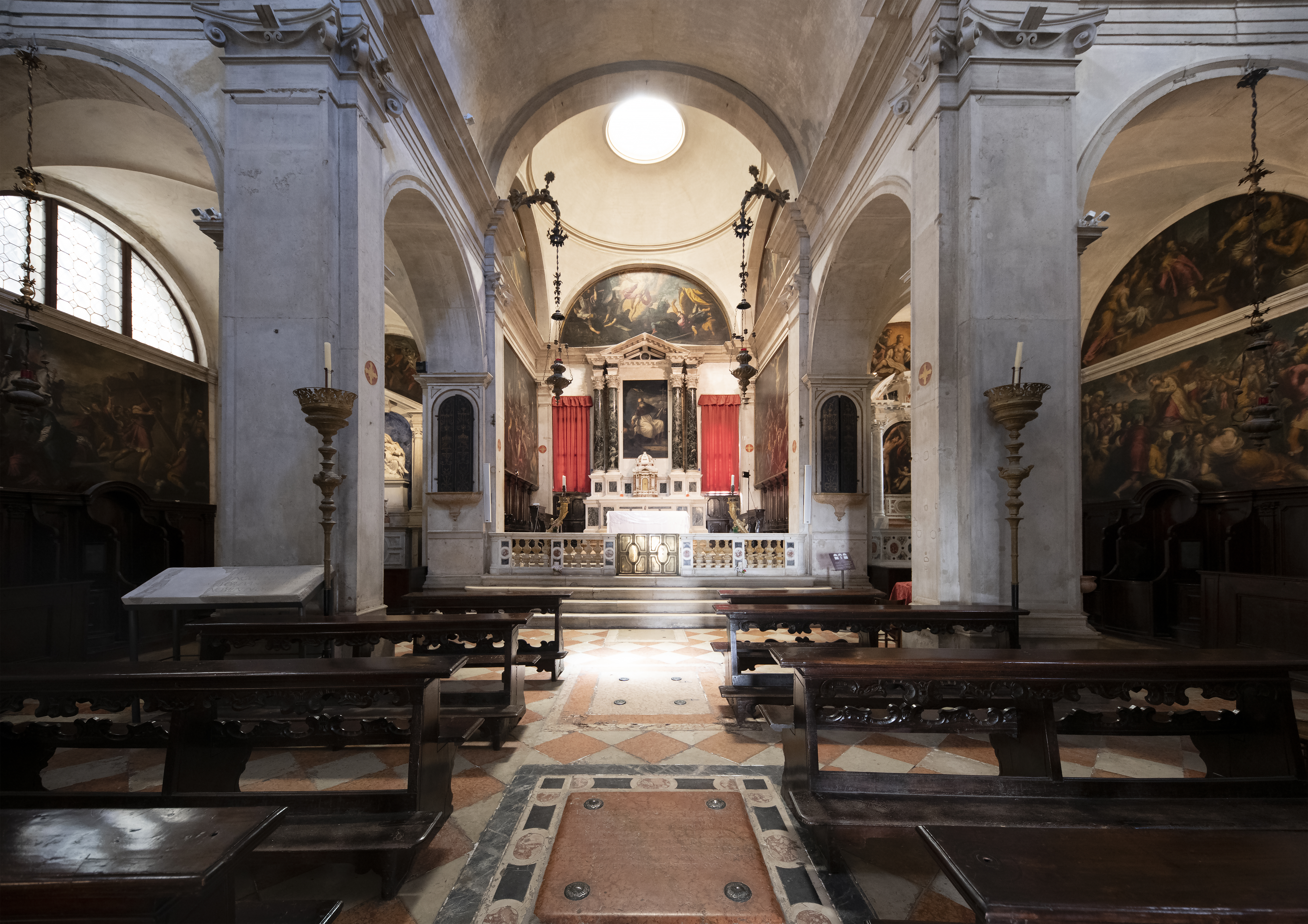
Interno

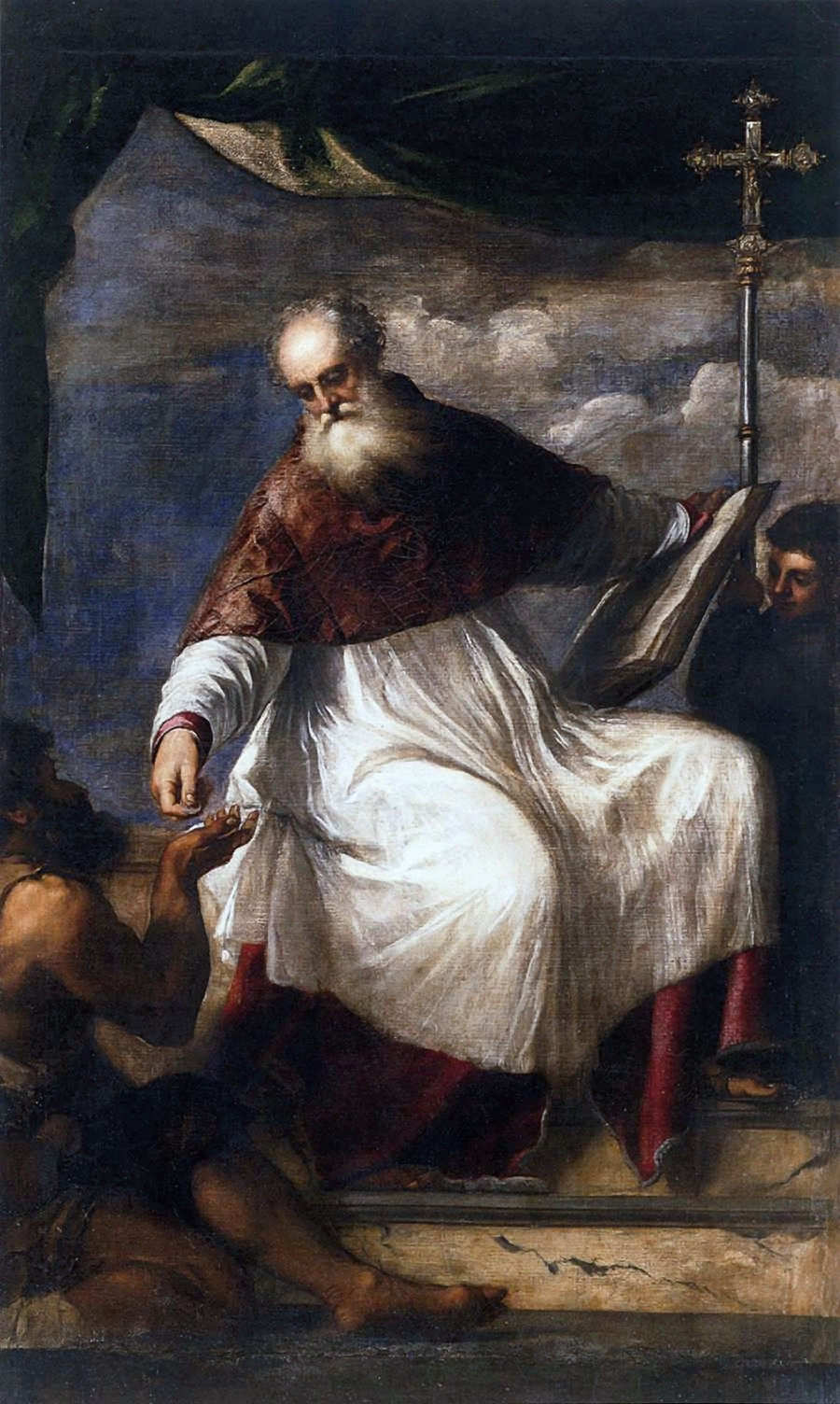
San Giovanni Elemosinario (Tiziano)

La chiesa di San Giovanni Elemosinario si trova a Venezia, nel sestiere di San Polo, nella zona del mercato a Rialto. Conosciuta comunemente a Venezia con il nome di San Zuane de Rialto, è inserita in una zona densa di costruzioni uniformi e di solito è circondata dalle bancarelle dei venditori ambulanti per cui è di difficile individuazione: si trova al numero 479 e si distingue solo per il portale ad arco, chiuso da una cancellata in ferro. 
La chiesa fa parte dell'associazione Chorus Venezia. 

## Storia
Incerta l'erezione della chiesa realizzata, secondo le cronache, grazie alle donazioni della famiglia Trevisan, tuttavia dev'essere antecedente al 1071, anno in cui è documentato il crollo del campanile. Divenne parrocchiale sul finire dell'XI secolo, periodo in cui si verificò una riorganizzazione dell'amministrazione ecclesiastica veneziana.
Ridotta a commenda nel 1391 e in seguito sottoposta al capitolo di San Pietro di Castello e, nel 1440, un privilegio papale del 1440 la dava in beneficio al Collegio dei dodici poveri di Cristo, con sede sempre nella cattedrale. Tuttavia, le controversie tra il collegio e il popolo, portarono la chiesa sotto la giurisdizione del dogi (1487), andando quindi alle dipendenze del primicerio di San Marco.
Venne interamente distrutta dall'incendio che colpì tutta l'insula di Rialto il 10 gennaio 1514. L'incendio è ricordato come uno dei più disastrosi per la città di Venezia, finirono bruciate enormi quantità di mercanzie e moltissime botteghe.
La ricostruzione di tutta la zona di Rialto fu allora affidata all'architetto Antonio Abbondi detto lo Scarpagnino, che progettò anche la ricostruzione della chiesa in puro stile rinascimentale, sua fu anche la decisione di inserire la chiesa in un contesto di palazzi uniformi e contigui, addirittura gli spazi antistanti la chiesa furono progettati in modo tale che potessero ospitare comodamente delle botteghe ambulanti dal cui fitto la chiesa potesse ricavare fondi per sostenersi.
La ricostruzione della chiesa fu completata attorno al 1531, nei primi anni del Dogado di Andrea Gritti (1523-1538). Essa fu subito abbellita da opere dei più grandi artisti dell'epoca, come Tiziano, Jacopo Palma il Giovane, Giovanni Antonio de' Sacchis detto il Pordenone.
Nel 1705 compare nel censimento della chiesa, una famiglia che si trasferì al suo interno, Giovanni Maria, cappellaio, Laura Manzoni con i sei figli tra cui Stefano, Pietro, Anna Maria, Caterina, e il loro fratello Giambattista Pittoni, che divenne uno dei più noti pittori della storia veneziana.
Dal 1808 la chiesa è una succursale della parrocchia di San Silvestro.
Nel 1982, considerando le gravi condizioni di degrado cui era andato incontro l'edificio, soprattutto a causa dell'umidità che minacciava seriamente, con lo sviluppo di miceti, anche i pregevolissimi dipinti in essa custoditi, la Soprintendenza ai Beni Ambientali e Architettonici di Venezia decise di chiudere l'edificio per restaurarlo. Tutti i dipinti furono asportati e conservati nel deposito di S. Gregorio della Soprintendenza ai Beni Artistici e Storici.
Il restauro fu portato a compimento dalla Soprintendente per il Patrimonio Storico e Artistico di Venezia e Direttrice delle Gallerie dell'Accademia Giovanna Nepi Scirè, la chiesa venne riaperta con tutto il suo patrimonio artistico il 1º marzo 2001.
Furono ricollocate tutte le opere tranne l'Eraclio che porta la croce a Gerusalemme (olio su tela, cm. 210x350) di Jacopo Palma il Giovane, che poiché era molto danneggiato, fu affidato dalla Curia Patriarcale alla restauratrice Maristella Volpin, finalmente il 1º febbraio 2002, anche quest'opera, molto nota, fu ricollocata.

## Descrizione

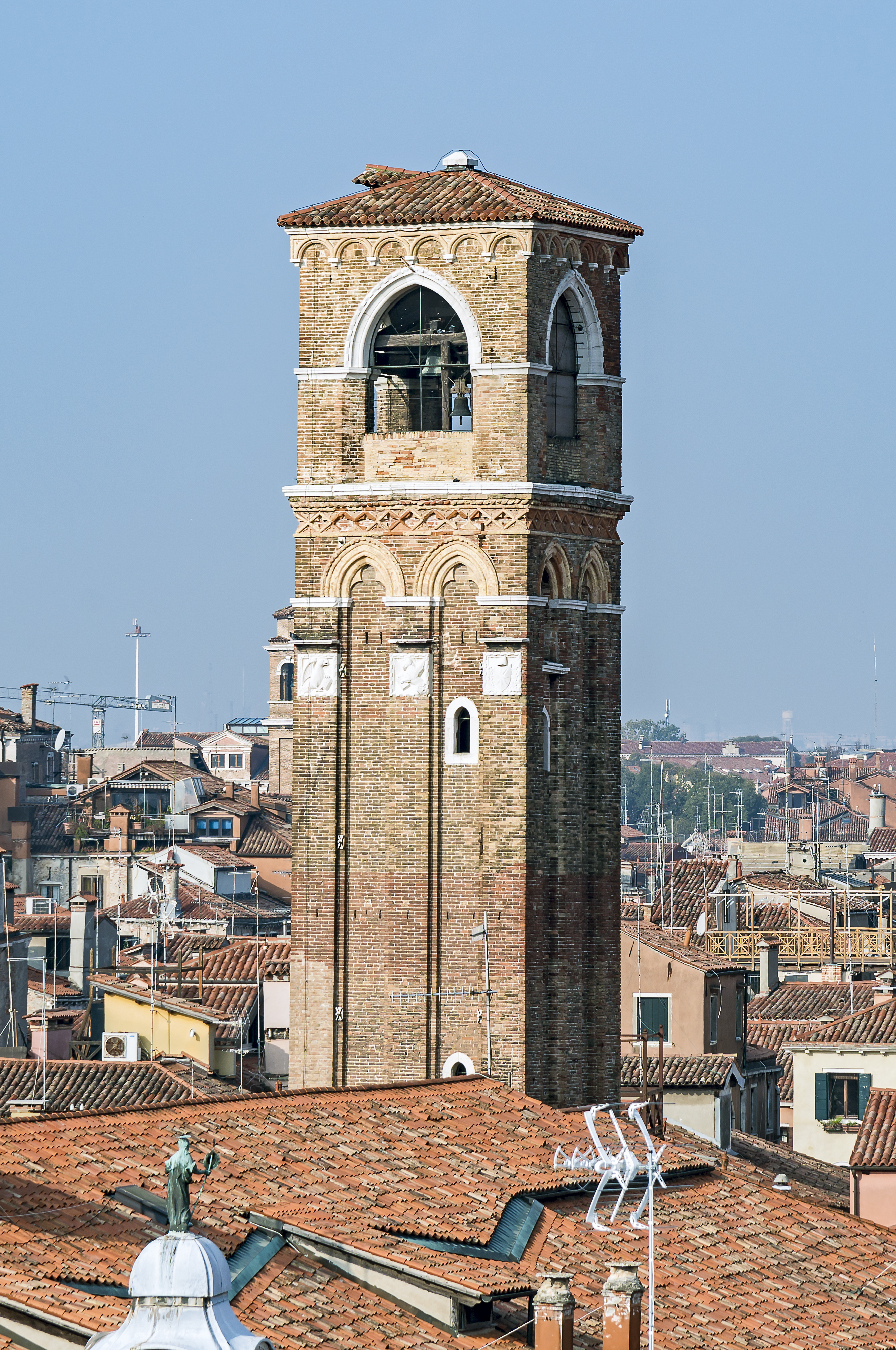
Il campanile

La chiesa attuale, ricostruita dopo l'incendio fra il 1514 e il 1531 su progetto dell'architetto Antonio Abbondi conserva ancora il campanile originario del Trecento.
La pianta è a croce greca inscritta in un quadrato, l'aspetto dell'interno è puramente rinascimentale e classicheggiante.
La chiesa era sede di diverse confraternite di mercanti e di scuole di arti e mestieri: i  mercanti, i biavaroli, i corrieri, i gallineri e i telaroli, che facevano a gara nell'abbellirla con opere d'arte.
Il Vasari racconta che fu commissionata a Tiziano la Pala dell'altare maggiore che rappresentava San Giovanni Elemosinario, titolare della chiesa, questi dipinse un'opera bellissima. Poi partì per Bologna. In sua assenza, alcuni nobili veneziani, per sfidarlo, commissionarono al Pordenone la pala per la cappella absidale destra, che raffigura I Santi Caterina, Sebastiano e Rocco cui un angelo mostra il cammino. Tiziano, ritornato a Venezia e trovando la pala del Pordenone in competizione con la propria, andò su tutte le furie. La realtà storica però smentirebbe la tesi del Vasari, perché la pala del Pordenone datata 1530-1535 sarebbe antecedente a quella di Tiziano datata 1545-1550.
Nel 1591 la Scuola dei Mercanti commissionò ad Antonio Vassilacchi detto l'Aliense una Lavanda dei piedi che fu posta a sinistra dell'altare maggiore a completamento del ciclo della Passione di Gesù realizzato da Leonardo Corona e che comprendeva l'Orazione nell'orto e la Crocifissione di Cristo.